# Miss Minas Gerais 2014
Miss Minas Gerais 2014 foi a 57.ª edição do concurso que escolheu a melhor candidata mineira para representar seu estado e sua cultura no Miss Brasil. A competição teve a participação de trinta municípios com suas respectivas representantes municipais em busca do título de mais bela mineira. A noite final da competição foi televisionada pela Rede Bandeirantes para toda a região e para todo mundo através do seu portal oficial.  Janaina Barcelos, Miss Minas Gerais 2013 e Vice-Miss Brasil do mesmo ano, não foi convidada pela organização e ficou a cargo da Miss Brasil Jakelyne Oliveira coroar a vencedora no final da competição. Renata Fan e Toni Garrido foram os apresentadores e ficou a cargo da banda Cidade Negra animar o certame. 

## Resultados

### Colocações
| Posição                 | Município e Candidata |
| Miss Minas Gerais       | - Timóteo - Karen Porfiro |
| 2º. Lugar               | - Montes Claros - Stephanie Cheib |
| 3º. Lugar               | - Senador Firmino - Paloma Marques |
| 4º. Lugar               | - Belo Horizonte - Ludmila Werneck |
| 5º. Lugar               | - Poços de Caldas - Núbia Gouvea |
| (TOP 10) Semifinalistas | - Congonhas - Rane Martins - Divinópolis - Brenda Vitoi - Itapecerica - Dane Mendes - Leopoldina - Sabrina Carraro - Sabinópolis - Isabelle Magalhães |
| (TOP 15) Semifinalistas | - Brumadinho - Jéssica Flores - Campo Belo - Marina Belchior - Ouro Fino - Luiza Gâmbaro - Passos - Rayssa Diniz - Uberlândia - Beatriz Loesch        |

### Prêmio Especial
Foi entregue a seguinte premiação especial este ano:
| Prêmio        | Candidata                         |
| Miss Simpatia | - Itamarandiba - Lithielen Milenn |

### Ordem dos Anúncios
| 1. Leopoldina 2. Timóteo 3. Itapecerica 4. Divinópolis 5. Uberlândia 6. Sabinópolis 7. Campo Belo 8. Senador Firmino 9. Ouro Fino 10. Montes Claros 11. Brumadinho 12. Belo Horizonte 13. Passos 14. Poços de Caldas 15. Congonhas | 1. Belo Horizonte 2. Timóteo 3. Montes Claros 4. Senador Firmino 5. Sabinópolis 6. Itapecerica 7. Leopoldina 8. Poços de Caldas 9. Congonhas 10. Divinópolis | 1. Poços de Caldas 2. Montes Claros 3. Timóteo 4. Belo Horizonte 5. Senador Firmino |  |

## Jurados

### Final
| 1. Natália Guimarães, Miss Brasil 2007; 2. Carol Rache, blogueira e consultora de moda; 3. Gustavo Greco, designer; 4. Aninha Gutierrez, empresária; 5. Letícia Santiago, modelo e ex-BBB; 6. Paulo Navarro, jornalista e colunista social da Band Minas; 7. Walkyria Magalhães, empresária de moda. | 1. Jakelyne Oliveira, Miss Brasil 2013. 2. Marcus Martinelli, hair-stylist; 3. Alessandra Feltre, nutricionista e empresária; 4. Jader Kalid, diretor da revista Exclusive. 5. Ana Barroso, blogueira e consultora de moda; 6. Caio Carvalho, ex-ministro. |

## Programação Musical
Durante as entradas das candidatas, músicas de apoio são tocadas, foram elas:
- Abertura: A Sombra da Maldade por Cidade Negra (Ao Vivo)
- Desfile de Biquini: Girassol por Cidade Negra (Ao Vivo)
- Desfile de Gala: Sábado à Noite e Clube da Esquina 2 por Cidade Negra (Ao Vivo)
- Final Look: Amor Igual ao Teu por Cidade Negra (Ao Vivo)

## Candidatas
| - Alfenas - Juliana Machado - Belo Horizonte - Ludmila Werneck - Bom Despacho - Lara Mesquita - Brumadinho - Jéssica Flores - Campo Belo - Marina Salume - Congonhas - Rane Martins - Contagem - Karolina Reis - Cruzília - Natália Azevedo - Divinópolis - Brenda Vitoi - Esmeraldas - Gabrielle Salomão - Governador Valadares - Tathiana Araújo - Ibirité - Camila Fernandes - Ipatinga - Mari Reis - Itabira - Cínthia de Assis - Itamarandiba - Lithielen Milenn | - Itapecerica - Dane Mendes - Leopoldina - Sabrina Carraro - Montes Claros - Stephanie Cheib - Nova Lima - Ana Luíza Andrade - Ouro Fino - Luíza Gâmbaro - Ouro Preto - Ana Lacerda - Passos - Rayssa Diniz - Poços de Caldas - Nubia Gouvea - Sabinópolis - Isabelle Magalhães - Santana da Vargem - Thamyris Mendonça - Senador Firmino - Paloma Marques - Timóteo - Karen Porfiro - Tiradentes - Maíra Rodrigues - Uberaba - Bárbara Souza - Uberlândia - Beatriz Loesch |

## Agenda
| - 26 de Agosto - Chegada oficial das misses no hotel Ramada, em Belo Horizonte. - Palestra de orientação contratual com os organizadores - Pausa para o almoço no restaurante do Pampulha Iate Clube. - Primeiro dia de ensaios na Academia Malhação. - Jantar no Restaurante Krug e balada Provocatem, em Belo Horizonte. | - 27 de Agosto: - Manhã reservada para provas de roupas e trajes de biquini no hotel. - Palestra sobre etiqueta e postura com Nádia Micherif. - Almoço das candidatas no Baby Beef Restaurante. - Último ensaio geral no Teatro Bradesco. - Cerimônia de coroação da nova Miss Minas Gerais a partir dàs 22h:30min. |

## Votação Final
| Jurado             | T  | M  | S  | B  | P  |
| Natália Guimarães  | 1ª | 3ª | 2ª | 4ª | 5ª |
| Carol Rache        | 1ª | 5ª | 2ª | 4ª | 3ª |
| Gustavo Greco      | 1ª | 2ª | 3ª | 5ª | 4ª |
| Aninha Gutierrez   | 1ª | 2ª | 3ª | 4ª | 5ª |
| Letícia Santiago   | 3ª | 1ª | 4ª | 2ª | 5ª |
| Paulo Navarro      | 2ª | 1ª | 5ª | 4ª | 3ª |
| Walkyria Magalhães | 2ª | 1ª | 5ª | 4ª | 3ª |
| Marcus Martinelli  | 3ª | 4ª | 1ª | 2ª | 5ª |
| Alessandra Feltre  | 3ª | 1ª | 2ª | 4ª | 5ª |
| Jader Kalid        | 3ª | 1ª | 2ª | 4ª | 5ª |
| Ana Barroso        | 4ª | 2ª | 1ª | 3ª | 5ª |
| Caio Carvalho      | 2ª | 3ª | 1ª | 4ª | 5ª |
| Jakelyne Oliveira  | 1ª | 2ª | 3ª | 4ª | 5ª |
| Total              | 77 | 76 | 59 | 13 | 09 |

| Jurado             | B  | C | D | I | L | M  | P | S | S  | T  |
| Natália Guimarães  | •  |   |   |   | • |    | • |   | •  | •  |
| Carol Rache        | •  |   |   | • |   |    | • |   | •  | •  |
| Gustavo Greco      | •  |   |   |   |   | •  | • |   | •  | •  |
| Aninha Gutierrez   | •  |   |   | • |   | •  |   |   | •  | •  |
| Letícia Santiago   | •  |   |   | • | • | •  |   |   | •  |    |
| Paulo Navarro      | •  |   |   |   |   | •  |   | • | •  | •  |
| Walkyria Magalhães | •  |   |   |   | • | •  |   |   | •  | •  |
| Marcus Martinelli  | •  |   | • |   |   | •  |   |   | •  | •  |
| Alessandra Feltre  | •  |   |   |   |   | •  | • |   | •  | •  |
| Jader Kalid        | •  |   |   |   |   | •  |   | • | •  | •  |
| Ana Barroso        | •  |   |   |   |   | •  |   | • | •  | •  |
| Caio Carvalho      |    |   |   | • | • |    | • |   | •  | •  |
| Jakelyne Oliveira  |    |   |   |   | • | •  | • | • |    | •  |
| Total              | 11 | 0 | 1 | 4 | 5 | 10 | 6 | 4 | 12 | 12 |

| Jurado             | B  | B | C | C | D | I | L | M  | O | P | P | S  | S  | T  | U |
| Natália Guimarães  | •  | • |   | • | • |   | • | •  |   | • |   | •  | •  | •  |   |
| Carol Rache        | •  |   |   | • | • | • |   | •  | • | • |   | •  | •  | •  |   |
| Gustavo Greco      | •  | • |   |   | • | • | • | •  |   | • |   | •  | •  | •  |   |
| Aninha Gutierrez   | •  |   |   | • | • | • |   | •  | • | • | • | •  | •  |    |   |
| Letícia Santiago   | •  |   | • | • |   | • | • | •  | • |   |   |    | •  | •  | • |
| Paulo Navarro      | •  |   |   | • |   | • | • | •  |   | • | • | •  |    | •  | • |
| Walkyria Magalhães | •  |   | • |   | • | • |   | •  |   | • |   | •  | •  | •  | • |
| Marcus Martinelli  | •  | • | • |   | • |   | • | •  | • | • |   |    | •  | •  |   |
| Alessandra Feltre  | •  |   |   | • |   | • |   | •  | • | • | • |    | •  | •  | • |
| Jader Kalid *      | •  |   | • |   | • |   | • | •  |   |   |   | •  | •  | •  | • |
| Ana Barroso        | •  |   | • |   |   | • | • | •  | • |   |   | •  | •  | •  | • |
| Caio Carvalho      | •  |   |   | • |   |   |   |    | • | • |   | •  | •  | •  | • |
| Jakelyne Oliveira  | •  |   | • | • | • |   | • | •  |   |   | • | •  | •  | •  |   |
| Total              | 13 | 3 | 6 | 8 | 8 | 8 | 8 | 12 | 7 | 9 | 4 | 10 | 12 | 12 | 7 |

## Seletiva
De mais de 600 candidatas inscritas, um juri especializado divulga as 100 melhores: 

Em negrito, candidatas eleitas por concursos municipais que se classificaram automaticamente. 
| - Alessandra Freitas - Aline Teodoro - Aline Martins - Ana Cecília Moura - Ana Clara Castro - Ana Karina - Ana Luiza Andrade - Ana Lacerda - Ana Paula Tavares - Bárbara Barbosa - Bárbara Nunes - Barbara Souza - Beatriz Loesch - Bianca Lemes - Brenda França - Brenda Vitoi - Bruna Arruda - Bruna Melo - Bruna Lanino - Camila Campos - Carol Miranda - Cinthia de Assis - Daniela Byrro - Dane Mendes - Estela Sucasas - Fabiana Rodrigues - Fernanda Trindade - Fernanda Brandão - Fernanda Pessan - Gabriela Assis | - Gabriella Campos - Gabriella Tavares - Gabriella Jesus - Gabrielle Salomão - Heloísa de Souza - Ignês Lima - Ingrid Franco - Isabelle Magalhães - Ivy Moraes - Jaqueline Santos - Jéssica Coelho - Jéssica Raphaele - Juliana Machado - Karen Porfiro - Karolina Donato - Késsia Oliveira - Kles Rezende - Lara Mesquita - Larissa Bruna - Larissa Miranda - Laryssa Assunção - Lauriana Carvalho - Leticia Campos - Liah Czaplarski - Lidia Assis - Ligia Rezende - Lithielen Milenn - Luana Cristal - Ludmilla Werneck - Luiza Gâmbaro | - Madalena - Maira Rodrigues - Marcelle Soares - Maria Fernanda Pérez - Maria Luiza Santos - Mariana Gambogi - Marina Salume Belchior - Mayara Valentim - Melissa Ricci - Michelle de Oliveira - Narjara Amaral - Natália Carvalho - Natália Azevedo - Núbia Gouvêa - Paloma Reis - Paloma Marques - Paula Marlieri - Priscila Buss - Rafaella Fiorilo - Rane Martins - Raphaela Tomaz - Rayane Almeida - Rayssa Diniz - Rebeca Fileti - Renata Palis - Renata Schiavinato - Sabrina Carraro - Samarah Zigler - Sarah Santos - Silvane Rocha | - Stéfhanie Zanelli - Stephanie Cheib - Tamires Mendes - Tayrinne Ribeiro - Thaisa Tadeu - Thamyris Mendonça - Vanessa Carvalho - Anielle Almeida - Bruna Meira - Camila Fernandes - Consuelo Frade - Fernanda Rocha - Helisa Peres - Jéssica Flores - Karolina Reis - Kênia Menezes - Mari Reis - Nathália Franco - Thais Madeira - Tathiana Araújo |

## Crossovers
Candidatas que já possuem um histórico de participações em outros concursos:

### Estadual
Miss Minas Gerais
- 2013: Montes Claros - Stephanie Cheib (4º. Lugar)
  - (Representando o município de Belo Horizonte)
- 2013: Belo Horizonte - Ludmila Werneck 
  - (Representando o município de Contagem)

### Nacional
Miss Grand Brasil
- 2014: Poços de Caldas - Nubia Gouvea (Desistiu)
  - (Iria representar o Estado do Mato Grosso do Sul)

## Ver Também
- Miss Minas Gerais
- Miss Minas Gerais 2013
- Miss Brasil
- Miss Brasil 2014